# Lijst van afleveringen van Mr. Belvedere
Dit is een lijst met afleveringen van de Amerikaanse televisieserie Mr. Belvedere. De serie telt 6 seizoenen. Een overzicht van alle afleveringen is hieronder te vinden.

## Seizoen 1
| Nr. | Titel aflevering      | Uitzenddatum VS |
| --- | --------------------- | --------------- |
| 1   | Stranger in the Night | 15 maart 1985   |
| 2   | The Outcasts          | 22 maart 1985   |
| 3   | Gotta Dance           | 29 maart 1985   |
| 4   | Gorgeous George       | 7 april 1985    |
| 5   | What I Did for Love   | 12 april 1985   |
| 6   | The Lost Weekend      | 19 april 1985   |
| 7   | Sweet Charity         | 26 april 1985   |

## Seizoen 2
| Nr. | Titel aflevering        | Uitzenddatum VS   |
| --- | ----------------------- | ----------------- |
| 1   | The Lion Sleeps Tonight | 27 september 1985 |
| 2   | Tornado                 | 4 oktober 1985    |
| 3   | Cheerleader             | 11 oktober 1985   |
| 4   | Requiem                 | 18 oktober 1985   |
| 5   | Delivery                | 25 oktober 1985   |
| 6   | The Contract            | 1 november 1985   |
| 7   | Vows                    | 8 november 1985   |
| 8   | Strike                  | 15 november 1985  |
| 9   | The Letter              | 22 november 1985  |
| 10  | Pinball                 | 29 november 1985  |
| 11  | The Prize               | 6 december 1985   |
| 12  | Speechless              | 3 januari 1986    |
| 13  | The Teacher             | 10 januari 1986   |
| 14  | The Dropout             | 17 januari 1986   |
| 15  | Rivals                  | 24 januari 1986   |
| 16  | Wesley's Friend         | 31 januari 1986   |
| 17  | The Will                | 7 februari 1986   |
| 18  | Valentine's Day         | 14 februari 1986  |
| 19  | Heather's Tutor         | 21 februari 1986  |
| 20  | Amish                   | 7 maart 1986      |
| 21  | Dinner for Two          | 21 maart 1986     |
| 22  | The Play                | 28 maart 1986     |

## Seizoen 3
| Nr. | Titel aflevering    | Uitzenddatum VS   |
| --- | ------------------- | ----------------- |
| 1   | The Thief           | 26 september 1986 |
| 2   | Grandma             | 3 oktober 1986    |
| 3   | Debut               | 17 oktober 1986   |
| 4   | Kevin's Date        | 24 oktober 1986   |
| 5   | Halloween           | 31 oktober 1986   |
| 6   | Deportation: Part 1 | 7 november 1986   |
| 7   | Deportation: Part 2 | 14 november 1986  |
| 8   | Reunion             | 21 november 1986  |
| 9   | The Spelling Bee    | 5 december 1986   |
| 10  | Pills               | 12 december 1986  |
| 11  | College Bound       | 9 januari 1987    |
| 12  | Inky                | 16 januari 1987   |
| 13  | Jobless             | 23 januari 1987   |
| 14  | The Ticket          | 30 januari 1987   |
| 15  | The Crush           | 6 februari 1987   |
| 16  | The Competition     | 13 februari 1987  |
| 17  | The Cadet           | 20 februari 1987  |
| 18  | Kevin's Older Woman | 27 februari 1987  |
| 19  | Separation          | 1 mei 1987        |
| 20  | The Mogul           | 8 mei 1987        |
| 21  | The Auction         | 15 mei 1987       |
| 22  | Baby                | 22 mei 1987       |

## Seizoen 4
| Nr. | Titel aflevering  | Uitzenddatum VS  |
| --- | ----------------- | ---------------- |
| 1   | The Initiation    | 30 oktober 1987  |
| 2   | TV George         | 6 november 1987  |
| 3   | Triangle          | 13 november 1987 |
| 4   | Marsha's Job      | 20 november 1987 |
| 5   | Moonlighting      | 27 november 1987 |
| 6   | The Wedding       | 4 december 1987  |
| 7   | Fall Guy          | 11 december 1987 |
| 8   | Christmas Story   | 18 december 1987 |
| 9   | G.I. George       | 8 januari 1988   |
| 10  | Kevin's Model     | 15 januari 1988  |
| 11  | Commentary        | 22 januari 1988  |
| 12  | The Diary         | 29 januari 1988  |
| 13  | The Trip: Part 1  | 5 februari 1988  |
| 14  | The Trip: Part 2  | 12 februari 1988 |
| 15  | FoxTrot           | 4 maart 1988     |
| 16  | Heather's Monk    | 11 maart 1988    |
| 17  | Kevin Nightengale | 18 maart 1988    |
| 18  | The Apartment     | 25 maart 1988    |
| 19  | Graduation        | 29 april 1988    |
| 20  | The Counselor     | 6 mei 1988       |

## Seizoen 5
| Nr. | Titel aflevering  | Uitzenddatum VS  |
| --- | ----------------- | ---------------- |
| 1   | Fat Cats          | 14 oktober 1988  |
| 2   | Hooky             | 21 oktober 1988  |
| 3   | Braces            | 28 oktober 1988  |
| 4   | Pigskin           | 4 november 1988  |
| 5   | Marsha's Secret   | 11 november 1988 |
| 6   | Duel              | 18 november 1988 |
| 7   | Roommates         | 25 november 1988 |
| 8   | The Curse         | 2 december 1988  |
| 9   | Black Widow       | 9 december 1988  |
| 10  | Homeless          | 16 december 1988 |
| 11  | New Year's        | 6 januari 1989   |
| 12  | Spot              | 13 januari 1989  |
| 13  | Anchors Away      | 20 januari 1989  |
| 14  | Stakeout          | 3 februari 1989  |
| 15  | The Election      | 10 februari 1989 |
| 16  | Mutiny            | 17 februari 1989 |
| 17  | The Debate        | 24 februari 1989 |
| 18  | Really Full House | 17 maart 1989    |
| 19  | The Book          | 31 maart 1989    |
| 20  | Escort            | 14 april 1989    |
| 21  | Mrs. Chechinni    | 28 april 1989    |
| 22  | Almost Heaven     | 5 mei 1989       |
| 23  | The Dinner        | 12 mei 1989      |
| 24  | The Attic         | onbekend         |

## Seizoen 6
| Nr. | Titel aflevering            | Uitzenddatum VS   |
| --- | --------------------------- | ----------------- |
| 1   | The Field                   | 16 september 1989 |
| 2   | Brainbusters                | 30 september 1989 |
| 3   | Truckin'                    | 3 oktober 1989    |
| 4   | Big                         | 21 oktober 1989   |
| 5   | Fear of Flying              | 4 november 1989   |
| 6   | Paper Mill                  | 11 november 1989  |
| 7   | Homecoming                  | 18 november 1989  |
| 8   | Fixed                       | 25 november 1989  |
| 9   | Used Cars                   | 2 december 1989   |
| 10  | Counterfeit                 | 9 december 1989   |
| 11  | A Happy Guy's Christmas     | 16 december 1989  |
| 12  | The Professor               | 30 december 1989  |
| 13  | Love Fest                   | onbekend          |
| 14  | Donuts                      | onbekend          |
| 15  | Runaways                    | onbekend          |
| 16  | The Pageant                 | onbekend          |
| 17  | The Baby                    | onbekend          |
| 18  | Bad Marsha                  | onbekend          |
| 19  | Home                        | onbekend          |
| 20  | Mumsy                       | onbekend          |
| 21  | Belvedere's Wedding: Part 1 | 1 juli 1990       |
| 22  | Belvedere's Wedding: Part 2 | 8 juli 1990       |